# Skupina NGC 5679
Skupina NGC 5679 je galaktička skupina triju galaksija, MCG+1-37-36, MCG+1-37-35 ind MCG+1-37-34. Grupirana je između rektascenzije 14h 35m 6,4s i deklinacije 5° 21′ 16″ do rektascenzije 14h 35m 11s i deklinacije 5° 21′ 33″.
Druga oznaka za ovu skupinu je Arp 274. Protežu se dvjesta tisuća svjetlosnih godina u širinu i udaljene su od Zemlje četiristo milijuna svjetlosnih godina. Nalaze se u zviježđu Djevici.

## Vanjske poveznice
- (engl.) SEDS: NGC 5679
- (engl.) Hartmut Frommert: Revidirani Novi opći katalog
- (engl.) Izvangalaktička baza podataka NASA-e i IPAC-a
- (engl.) Astronomska baza podataka SIMBAD
- (engl.) VizieR
- DSS-ova slika NGC 5679  Arhivirana inačica izvorne stranice od 7. travnja 2016. (Wayback Machine)
- (engl.) Auke Slotegraaf: NGC 5679 Deep Sky Observer's Companion
- (engl.) Courtney Seligman: Objekti Novog općeg kataloga: NGC 5650 - 5699